# Aguaray Guazú
Aguaray Guazú és un curs d'aigua situat a la província de Misiones, Argentina, pertanyent a la conca hidrogràfica del riu Paraná, en el qual desguassa.
El riu neix en les estribaciones de la Serra Bruna, en el departament General Manuel Belgrano. El rierol segueix un rumb oest en tot el seu curs, formant en part el límit entre els departaments d'Iguazú i Eldorado, rebent diversos afluents entre els quals es destaquen els rierols Aguaray Miní i Daurat, tots dos des del seu marge dret. Presenta gran quantitat de corredisses o ràpids i desemboca en el Paraná al nord de la localitat de María Magdalena. Part de l'ecosistema de la seva conca es troba protegida pel parc provincial Esperanza, el refugi privat Aguaray Mi i parc natural municipal Lote C.